# شرکت شیبائورا

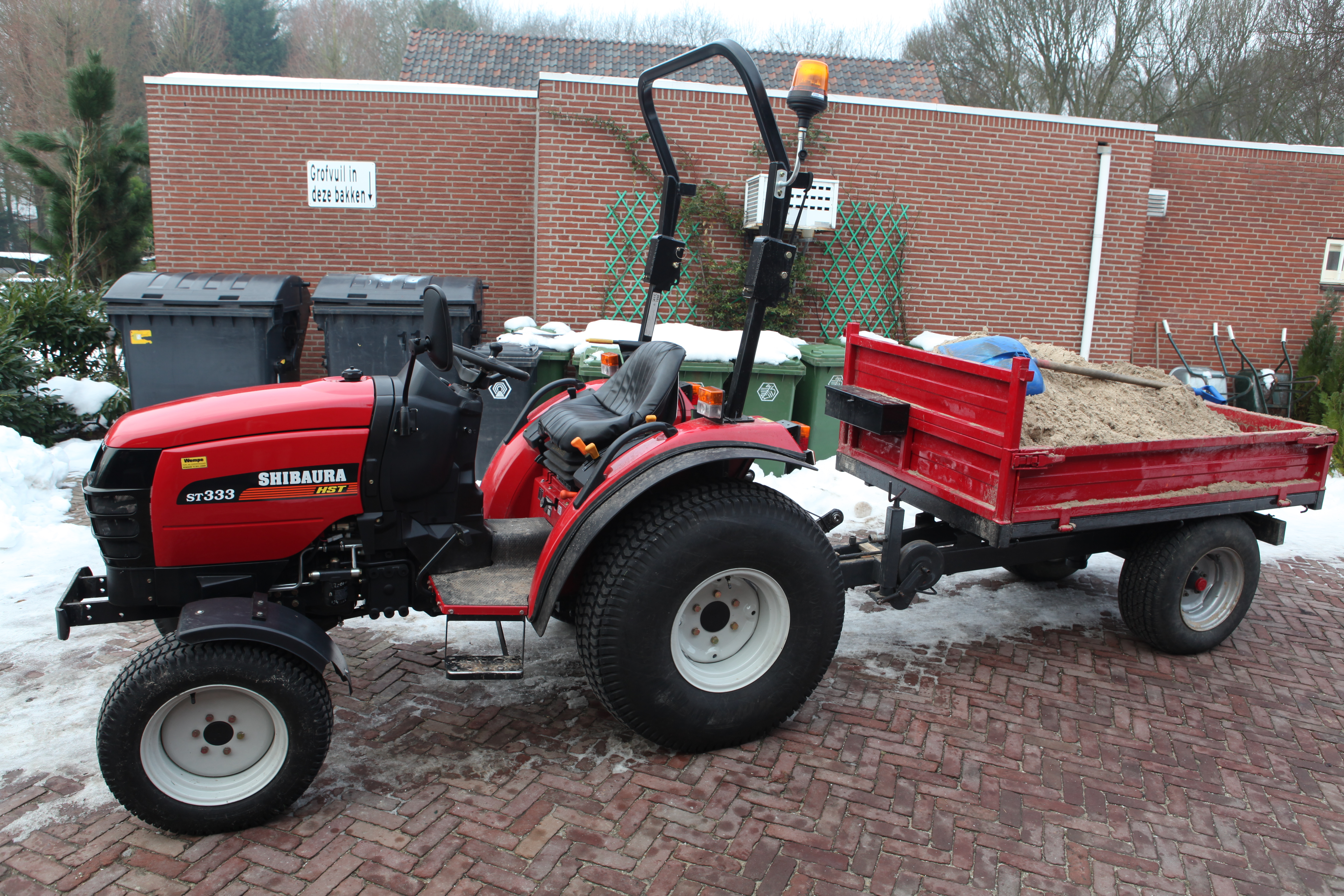
شیبائورا ST 333 در دسامبر 2010

شیبائورا (株式会社 IHI シバウラ) یک تولیدکننده ژاپنی تراکتورهای باغی (کوچک) است، که مالک آن آی‌آیچ‌آی است. این شرکت یکی از رهبران تأمین موتورهای کوچک و تراکتور در ژاپن است.